# Anastasija Zavorotnjuk
Anastasija Jur'evna Zavorotnjuk (in russo Анастасия Юрьевна Заворотнюк?; Astrachan', 3 aprile 1971 – Mosca, 29 maggio 2024) è stata un'attrice e conduttrice televisiva russa.

## Biografia
Divenne nota per essere stata la protagonista della serie Moja prekrasnaja njanja (2004-2009) remake della sit-com statunitense degli anni '90 La tata (The Nanny) e del film Kod apokalipsisa (2007).
A lungo attiva anche nelle conduzioni, sostituì Tina Kandelaki nel programma Chorošie pesni su TRK Ucraina. 
Partecipò alla prima stagione del programma Dve zvezdy con Michail Bojarskij classificandosi al 2º posto.
Anastasija Zavorotnjuk morì a Mosca il 29 maggio 2024, per le complicazioni di un tumore cerebrale, all'età di 53 anni.

## Filmografia parziale

### Televisione
- Moja prekrasnaja njanja (2004–2009)

### Cinema
- Kod apokalipsisa (2007)
- Služebnyj roman. Naše vremja (2011)